# أليسون جونز (مديرة التصوير)
أليسون جونز (بالإنجليزية: Allison Jones)‏ هي مديرة التصوير ‏ أمريكية، ولدت في 13 يوليو 1955 في نيدهام في الولايات المتحدة.

## وصلات خارجية
- أليسون جونز على موقع IMDb (الإنجليزية)
- أليسون جونز على موقع قاعدة بيانات الفيلم (الإنجليزية)